# 원동면 (철원군)
원동면(遠東面)은 대한민국 강원특별자치도 철원군의 면이다.

## 개요
1962년까지 대한민국의 김화군이었다. 원동면의 군사분계선 이남 지역은 민간인출입통제구역으로 주민이 거주하지 않으며, 철원군 근남면에서 행정사무를 대행한다.

## 리
관할 구역의 지번은 등대리와 세현리 아래로 부여되어 있다.
| 법정리 | 한자명 | 행정리 | 비고           |
| ------ | ------ | ------ | -------------- |
| 등대리 | 登大里 | -      | 거주 인구 없음 |
| 송실리 | 松室里 | -      | 거주 인구 없음 |
| 용연리 | 龍淵里 | -      | 거주 인구 없음 |
| 세현리 | 細峴里 | -      | 거주 인구 없음 |

### 군사분계선 이북지역
- 장연리(옛 원동면사무소 소재지) 등 5개리